# 惣菜
惣菜（そうざい、そうさい）は、副食・おかず。総菜とも表記する。本来、惣菜とは家庭で調理される手作りの日常のおかずの意味だが、市販惣菜や宅配惣菜を指すことも多くなっている。
副食全般については副食またはおかずも参照。

## 語義
先述のように本来、惣菜（総菜）とは家庭で調理される手作りの日常のおかずを意味する。第二次世界大戦後の日本では、女性の社会進出、家事の省力化、家族数の減少などを背景に、惣菜は市販惣菜や宅配惣菜を指すことも多くなっている。
江戸時代の『守貞漫稿』では平日の菜のことを、京阪では番菜、江戸では惣菜と呼んだという。

## 惣菜の地域性
その土地独自の野菜（江戸野菜・京野菜など）や海産物など、地域の食文化を背景にして、他地域とは異なった料理文化を持っている。江戸では、江戸前や地の野菜などの素材を使用して、佃煮・天ぷらを作った。漬物も同様である。京都のおばんざいというのは、京都の方言で「日常のおかず」のこと（「お番菜」と書き、ここでの「番」は番傘や番茶と同じく「常用のもの」をさす）。大陸との行き来の歴史を持つ福岡、長崎や、琉球文化の影響を残す沖縄などにも独自の日常の惣菜、郷土料理が多い。

## デリカテッセン
ドイツ発祥の洋風の調理済み食品を販売する店舗をデリカテッセンという。